# Otto Urbach
Otto Urbach (Eisenach, 6 de febrer de 1871 - 15 de desembre de 1927) fou un músic compositor alemany.
Estudià piano i composició a Weimar, Frankfurt i Berlín, sent un dels deixebles de Stavenhagen i de Humperdinck. Guanyador dels premis Liszt (1890) i premis Mozart (1896), el 1898 aconseguí la càtedra de piano del Conservatori de Dresden. També es distingí com a compositor.
Les seves obres principals són:
- Der Müller von Sanssouci (Frankfurt, 1896);
- un Quartet, per a instruments d'arc;
- un Septet, per a instruments de vent, i un Mètode de violí.

També va produir molta música per a piano i lieder.